# Американо-парагвайские отношения
Американо-парагвайские отношения — двусторонние дипломатические отношения между США и Парагваем.

## История
Соединенные Штаты установили дипломатические отношения с Парагваем в 1861 году, примерно через пятьдесят лет после того как Парагвай объявил о своей независимости от Испании. После обретения независимости Парагвай прошел через череду военных переворотов, гражданские войны и диктатуру, после чего перешёл к гражданскому руководству и демократическим выборам. Соединенные Штаты и Парагвай имеют обширные связи и их объединяют общие демократические ценности, уважение прав и свобод личности. Соединенные Штаты поддерживают укрепление демократии в Парагвае и поддерживают экономические реформы в этой стране. Парагвай является партнёром США в антинаркотическом сотрудничестве, борьбе с отмыванием денег, торговлей людьми и другой незаконной трансграничной деятельностью, а также в защите прав интеллектуальной собственности.

## Торговля
Парагвай имеет преимущественно сельскохозяйственную экономику. Экспорт США в Парагвай: машины, видеоигры, парфюмерия, косметика, транспортные средства и сельскохозяйственная продукция. Импорт США из Парагвая: сахар, древесина, продукты питания, золото и табак. Соединенные Штаты являются одним из крупнейших иностранных инвесторов в Парагвае. Более десятка американских многонациональных компаний имеют филиалы в Парагвае. К ним относятся: компьютерные, агропромышленные, телекоммуникационные, банковские и прочие фирмы.